# Hluboš
Hluboš (en allemand : Hlubosch) est une commune du district de Příbram, dans la région de Bohême-Centrale, en République tchèque. Sa population s'élevait à 625 habitants en 2020.

## Géographie
Hluboš se trouve à 6,3 km au nord de Příbram et à 48 km au nord-est de Prague.
La commune est limitée par Čenkov au nord, par Pičín à l'est, par Trhové Dušníky au sud et par Bratkovice à l'ouest.

## Histoire
La première mention écrite de la localité date de 1355.

## Administration
La commune se compose de deux quartiers :
- Hluboš
- Kardavec

## Transports
Par la route, Hluboš se trouve à 8,5 km de Příbram et à 65 km de Prague.